# 鐳迪厄姆 (明尼蘇達州)
鐳迪厄姆（英語：Radium）是位於美國明尼蘇達州馬歇爾縣卡姆斯托克鎮區的一個非建制地區。

## 地理
鐳迪厄姆所處的海拔為高於海平面282米（即925英呎），而該地所採用的時區為UTC-6，即北美中部時區（CST）。同時該地設有夏令時間，為UTC-6調快一小時，即UTC-5（CDT）。